# آشپزی تاجیکی

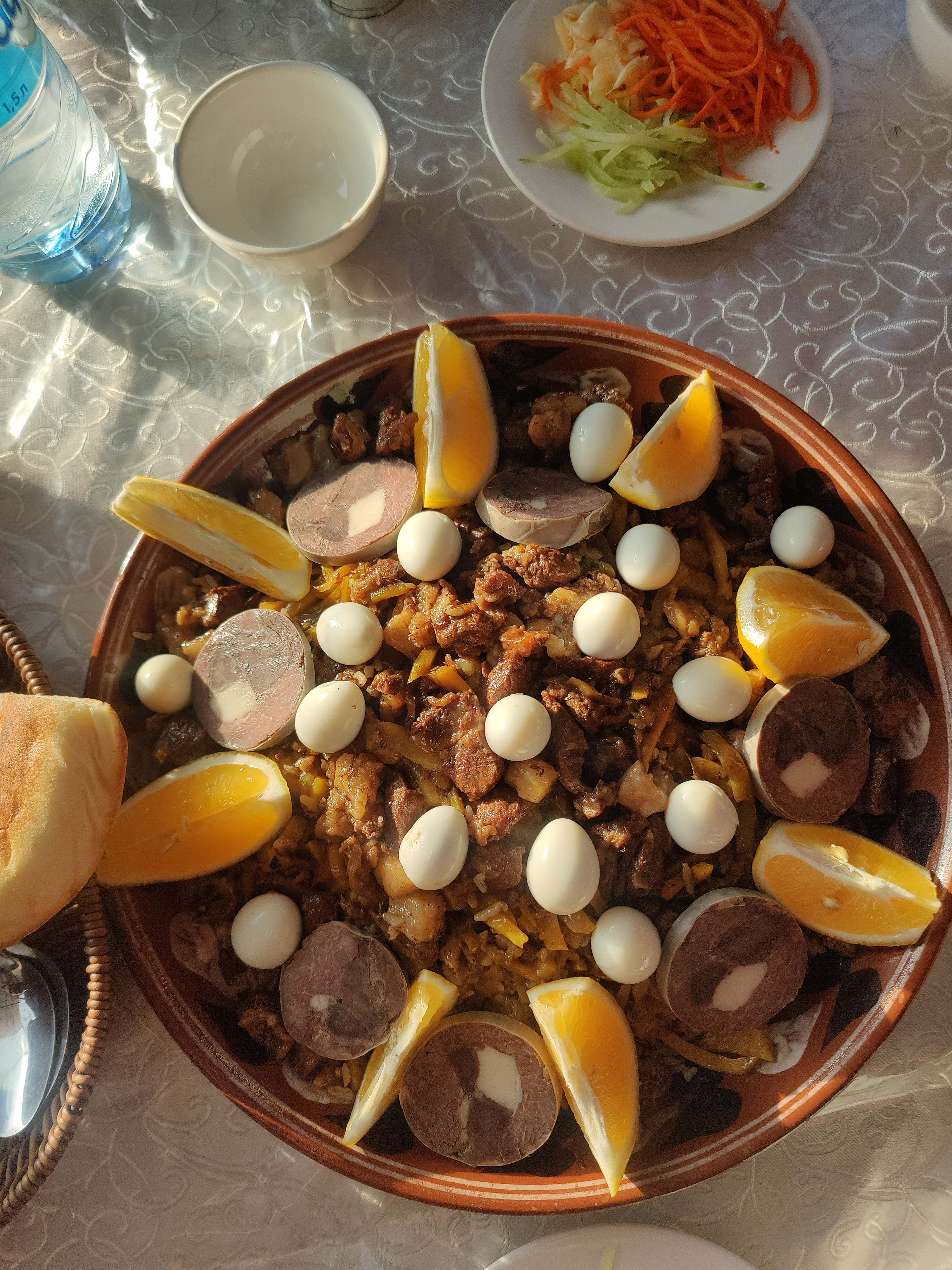
پلو تاجیکی با گوشت بره و تخم بلدرچین

آشپزی تاجیکی سبک آشپزی سنتی از تاجیکستان است و شباهت‌های زیادی با آشپزی‌های ایرانی، افغانی، روسی، چینی و ازبکی دارد. پلو یا پلاو (پلو) (تاجیکی: палав)، که همچنین اوش (تاجیکی: ош) نامیده می‌شود، غذای ملی تاجیکستان است، این غذا در سایر کشورهای منطقه نیز رایج است. چای سبز (تاجیکی: чойи кабуд) نوشیدنی ملی این کشور است.

## غذاها و خوراکی‌های رایج

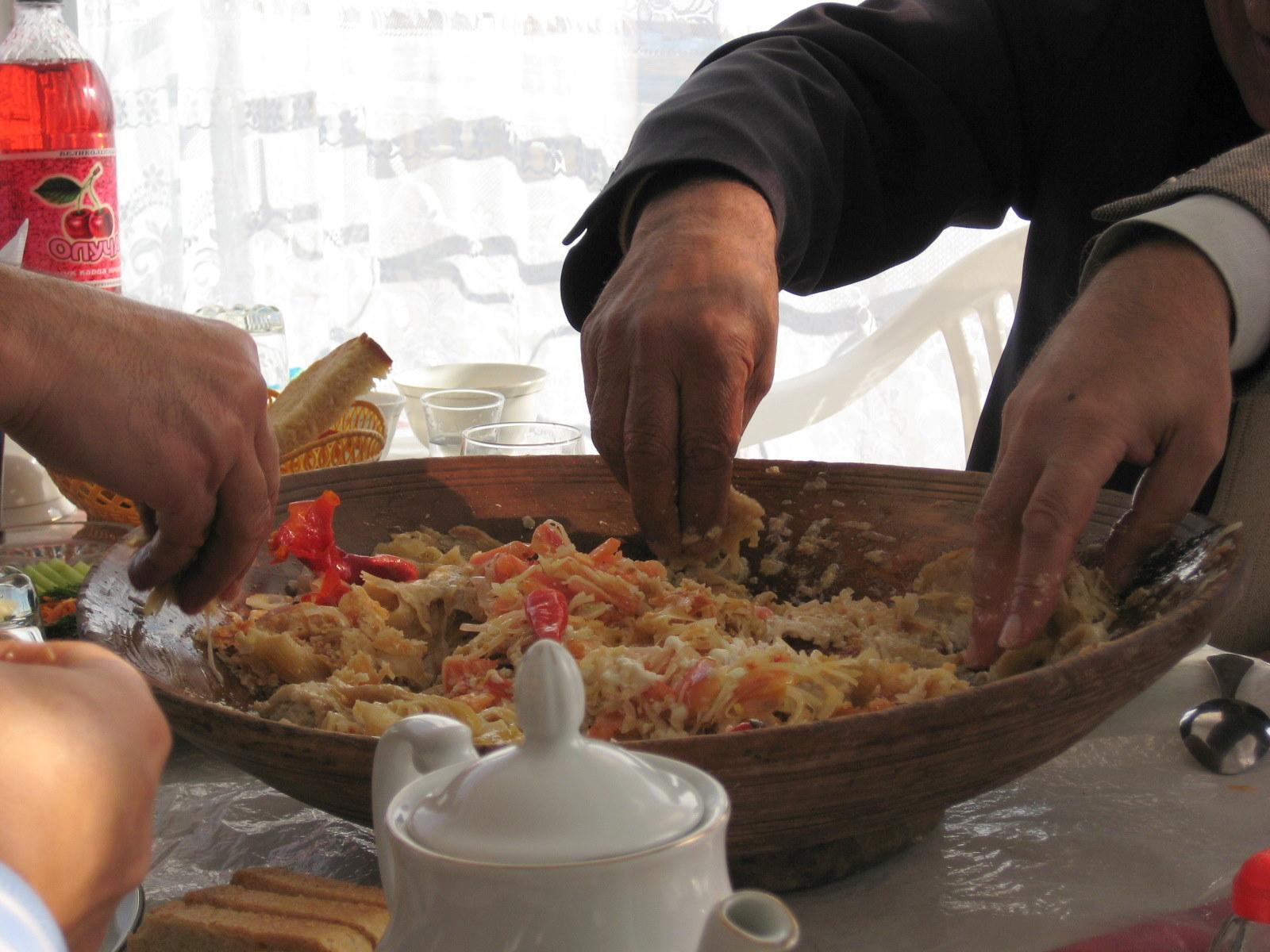
خوردن قروتوب به روش سنتی: با دست

پلاو یا اوش، که به‌طور کلی به عنوان پلوف (پلو) شناخته می‌شود، یک غذای برنجی است که با هویج به صورت خلالی برش‌خورده و تکه‌های گوشت تهیه می‌شود. همه این مواد در روغن گیاهی یا چربی بره در یک ظرف مخصوص به نام دگ (یک دیگ شکل وک) بر روی شعله باز سرخ می‌شوند. گوشت قبل یا بعد از پخت به مکعب‌های کوچک برش داده می‌شود، هویج‌ها می‌توانند زرد یا نارنجی باشند و برنج به‌وسیله هویج‌های سرخ‌شده و روغن، رنگ زرد یا نارنجی به خود می‌گیرد. این غذا به‌صورت جمعی از یک بشقاب بزرگ که در مرکز میز قرار دارد، خورده شده و معمولاً به‌صورت سنتی با دست خورده می‌شود.
دیگر غذای سنتی که هنوز هم از بشقاب مشترک با دست خورده می‌شود، قورتوب (تاجیکی: қурутоб) است، که نام آن روش تهیه را توصیف می‌کند: قوروت (تاجیکی: қурут، توپ‌های خشک پنیر نمکی) در آب (تاجیکی: об، ob) حل می‌شود و مایع به روی نوارهای نازک نان تخت پوک (پاتیر یا فتیر، تاجیکی: фатир، یا به‌طور دقیق‌تر фатир равғанӣ، fatir ravghani، یعنی فتیر تهیه‌شده با کره یا چربی برای پوکی) ریخته می‌شود. قبل از سرو، این غذا با پیازهایی که در روغن سرخ شده‌اند تا طلایی شوند و سبزیجات تازه فصلی تزئین می‌شود. هیچ گوشتی به آن اضافه نمی‌شود. قورتوب به عنوان یکی از غذاهای ملی شناخته می‌شود و عمدتاً در مناطق جنوبی مصرف می‌گردد.

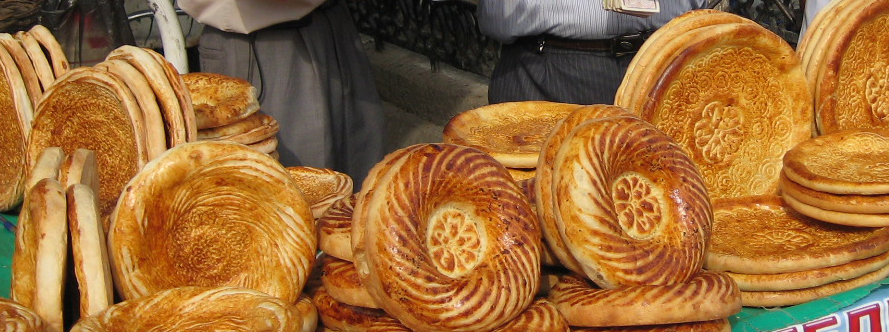
مجموعه‌ای از غذاهای سنتی غیر از غذاهای بازار.

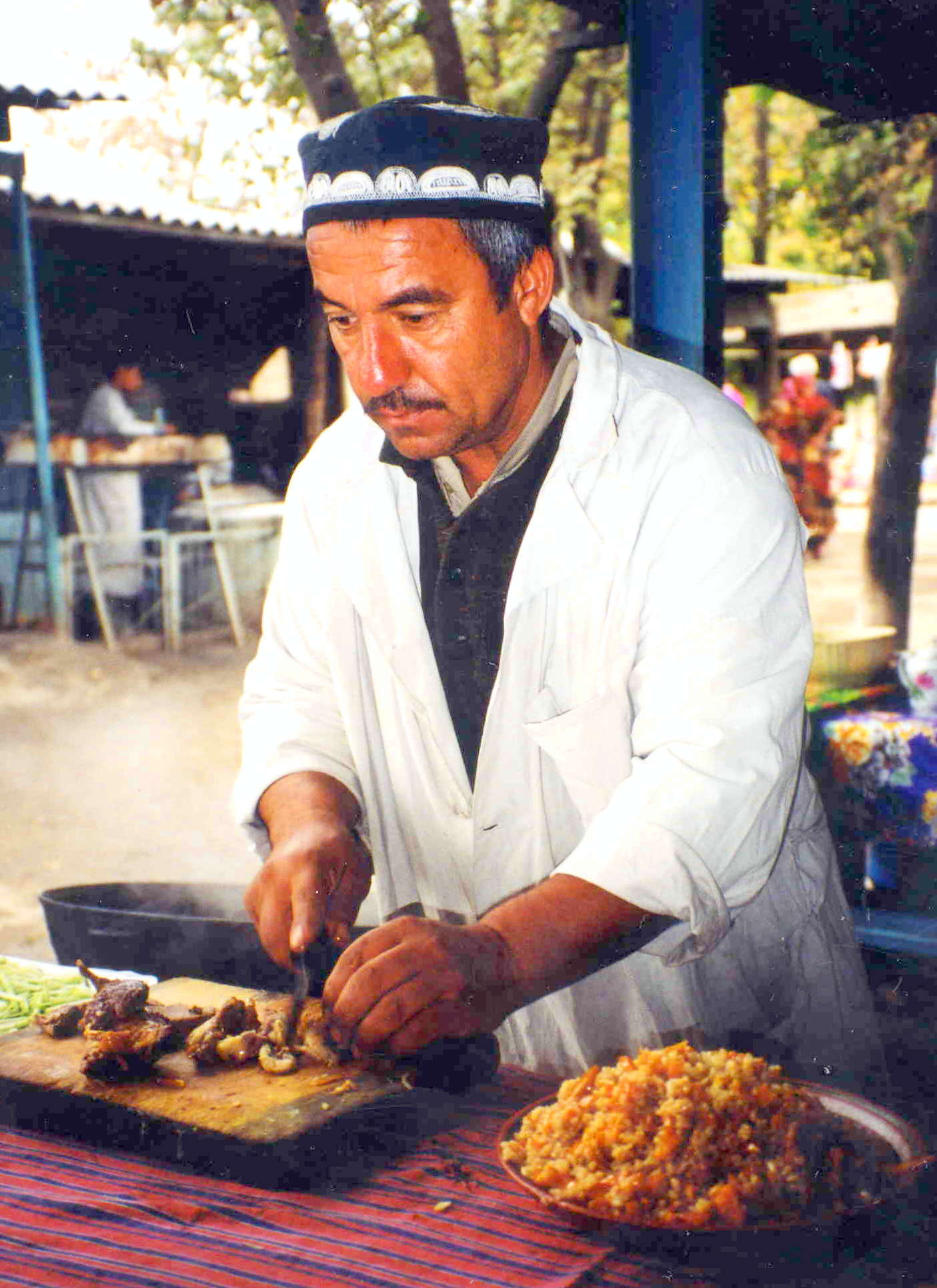
یک مرد تاجیک پلو درست می‌کند.

غذاها تقریباً همیشه با نون (تاجیکی: нон)، که نان تختی است و در سراسر آسیای مرکزی یافت می‌شود، سرو می‌شوند. اگر یک تاجیک غذایی داشته باشد اما نون نداشته باشد، می‌گوید که غذا ندارد. اگر نون بر روی زمین بیفتد، مردم آن را بر روی یک لبه بلند برای گدایان یا پرندگان قرار می‌دهند. افسانه‌ای وجود دارد که می‌گوید نباید نون را برعکس گذاشت زیرا این کار بدشانسی می‌آورد. همین موضوع دربارهٔ هر چیزی که بر روی نون گذاشته شود صدق می‌کند، مگر اینکه آن چیز یک تکه دیگر از نون باشد.
صبحانه معمولاً شامل چای، کُلچه (نان شیرین تاجیکی) یا نون با کره، حسِیب (سوسیس)، پنیر (پنیر فتا)، قایموق یا سارشیری، مربا، تخمه بیریان (املت با گوشت) و غیره است. در تابستان، میوه‌هایی مانند توت، انگور، هندوانه، سیب، هلو و زردآلو نیز خورده می‌شود. کامپوت (یک نوشیدنی شیرین غیرالکلی که ممکن است گرم یا سرد سرو شود و از میوه‌ها تهیه می‌گردد) نیز معمولاً نوشیده می‌شود.
سوپ‌های سنتی تاجیکی عمدتاً شامل سوپ‌های گوشتی و سبزیجات (مانند شوربا و پیتی) و سوپ‌های گوشتی با نودل (مانند لغمان و اگرو) هستند. سایر غذاهایی که به‌طور منطقه‌ای که به عنوان فست فود یا پیش‌غذا مشترک هستند شامل مانتی (کوفته‌های گوشتی بخارپز)، توش‌بره (پلمنی)، سمبوسه (یک خمیر مثلثی که با پر کردن گوشت و پیاز یا کدو تنبل و پیاز و در تنور پخته می‌شود) و بیلاش (جمع بیلاشی، تاجیکی: беляши، کیک‌های سرخ‌شده‌ای که از خمیر مایه تهیه می‌شوند و با گوشت چرخ‌کرده پر شده‌اند و مشابه پیراشکی هستند).
آشپزی شوروی هم بر روی آشپزی تاجیکی تأثیر گذاشته و هم تحت تأثیر آن قرار گرفته است.

### محصولات لبنی
غذاهای لبنی، که معمولاً به عنوان بخشی از پیش‌غذاها در یک وعده غذایی تاجیکی سرو می‌شوند و با تکه‌های نان لواش خورده می‌شوند، شامل ''چکّا'' (نوعی شیر ترش)، ماست غلیظ و ''قیماق'' (خامه غلیظ با چربی بالا) هستند. توپ‌های ''قوروت'' ممکن است به عنوان میان‌وعده یا همراه با نوشیدنی‌های سرد سرو شوند. اگرچه ''کفیر''، که یک ماست نوشیدنی است، نوشیدنی سنتی تاجیکی نیست، اما معمولاً با ''صبحانه'' سرو می‌شود.

### محصولات تابستانی
در تابستان، تاجیکستان پر از محصولات و میوه‌ها است؛ انگور و خربزه‌های آن در سرتاسر اتحاد جماهیر شوروی سابق مشهور بودند. در بازار همچنین انار، زردآلو، آلو، هلو، سیب، گلابی، انجیر و خرمالو بفروش می‌رسد.

## نوشیدنی‌ها
چای معمولاً در هر وعده غذایی سرو می‌شود و به‌طور مکرر بین وعده‌ها به‌عنوان نشانه‌ای از مهمان‌نوازی به مهمانان و بازدیدکنندگان ارائه می‌گردد. چای داغ در یک قوری چینی با در سرو شده و در فنجان‌های کوچک بدون دسته (پیولا) با شکر نوشیده می‌شود. به‌خاطر محبوبیت جهانی نوشیدن چای، چایخانه (چویخونه)، رایج‌ترین مکان تجمع در تاجیکستان است و مشابه کافه‌های سبک غربی است.